# Lucia Bosè
Lucia Bosè (n. 28 ianuarie 1931, Milano, Regatul Italiei – d. 23 martie 2020, Segovia, Castilia și León, Spania), născută Lucia Borloni, a fost o actriță italiană de film.

## Biografie
După câteva încercări ca dactilografă și în domeniul comercial, este încoronată „Miss Italia - 1947”, care a fost momentul decisiv al carierei sale cinematografice. Apare pe ecran într-un rol de figurație în documentarul Cele cinci zile ale orașului Neapole (1948, regia Dino Risi), apoi debutează ca protagonistă în Nu-i pace sub măslini, afirmare fulgerătoare grație fotogeniei excepționale, exuberanței jocului și acurateței expresive a desenului psihologic. 

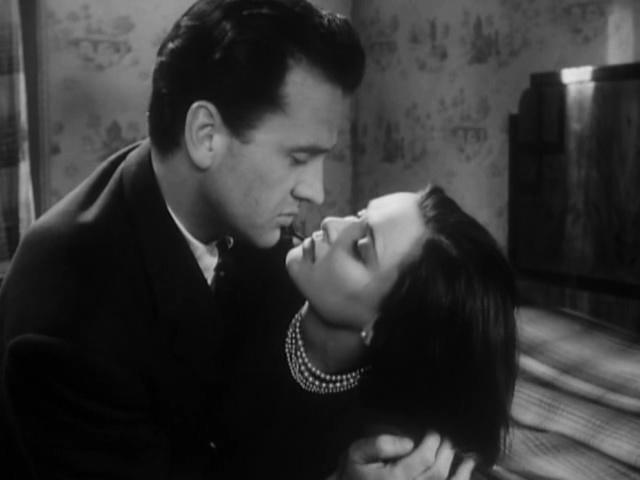
Scenă din filmul Cronica unei iubiri (1950) de Michelangelo Antonioni

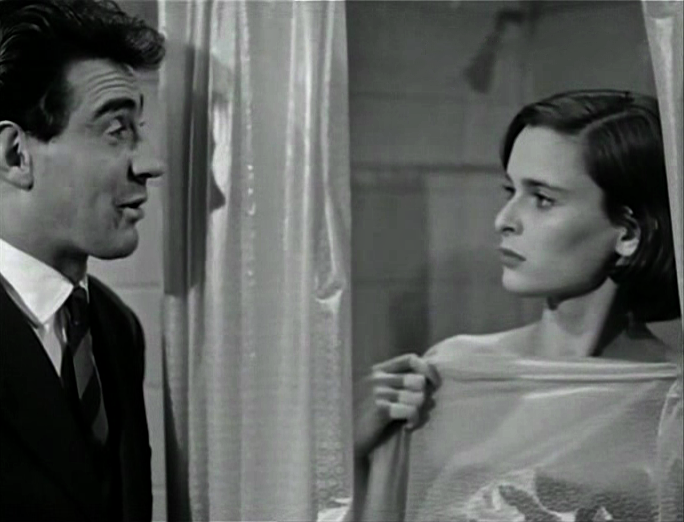
Scenă din filmul Era lei che lo voleva! (1953) de Marino Girolami

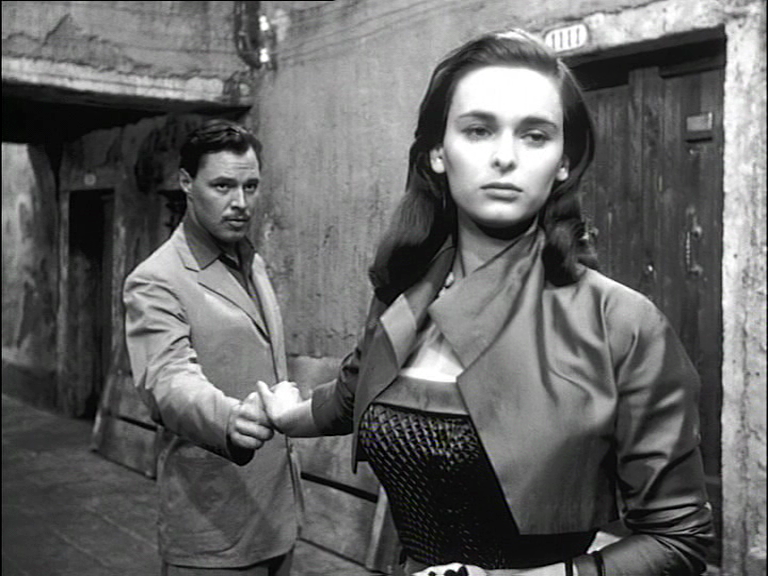
Bosè în filmul Dama fără camelii (1953) de Michelangelo Antonioni

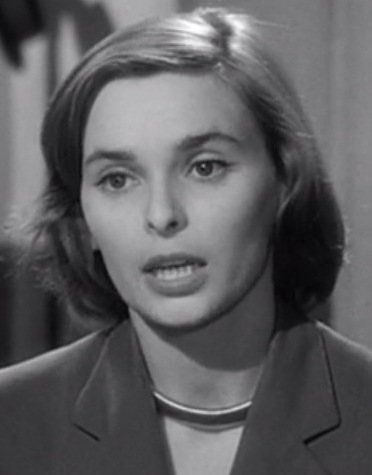
Bosè în filmul Accadde al commissariato, regia Giorgio Simonelli (1954)

## Filmografie (selecții)
- 1950 Cronica unei iubiri (Cronica di un amore), regia Michelangelo Antonioni
- 1950 Nu-i pace sub măslini (Non c'é pace tra gli ulivi), regia Giuseppe De Santis
- 1951 Parisul rămâne Paris (Parigi è sempre Parigi), regia Luciano Emmer
- 1952 Roma, orele 11 (Roma, ore 11), regia Giuseppe De Santis
- 1952 Fetele din piața Spaniei (Le Ragazze di piazza di Spagna), regia Luciano Emmer
- 1953 Era lei che lo volevaǃ, regia Marino Girolami
- 1953 Dama fără camelii (La signora senza camelie), regia Michelangelo Antonioni
- 1954 Accadde al commissariato, regia Giorgio Simonelli (1954)
- 1955 Moartea unui ciclist (Muerte de un ciclista), regia Juan Antonio Bardem
- 1955 Vacanță de dragoste (Vacanze d'amore), regia Jean-Paul Le Chanois
- 1955 Dezordonații (Gli sbandati), regia Citto Maselli
- 1956 Se ivesc zorile (Cela s'appelle l'aurore), regia Luis Buñuelv
- 1956 Simfonia dragostei (Sinfonia d'amore), regia Glauco Pellegrini
- 1960 Testamentul lui Orfeu (Le Testament d’Orphee), regia Jean Cocteau
- 1969 Sub semnul scorpionului (Sotto il segno dello scorpione), regia Paolo ș Vittorio Taviani
- 1969 Satyricon, regia Federico Fellini
- 1970 Ciao Gulliver, regia Carlo Tuzii
- 1970 Metello, regia Mauro Bolognini
- 1971 Dublura (La controfigura), regia Romolo Guerrieri
- 1972 Musafirul (L'ospite), regia Liliana Cavani
- 1972 Nathalie Granger, regia Marguerite Duras
- 1975 Pentru vechile scări (Per le antiche scale), regia Mauro Bolognini
- 1976 Storia di un'amicizia tra donne, regia Jeanne Moreau
- 1975 La messe dorée, regia Beni Montresor
- 1982 Mănăstirea din Parma (La certosa di Parma), regia Mauro Bolognini (miniserie TV)
- 1987 Cronica di una morte annunciata, regia Francesco Rosi
- 1990 Volevo i pantaloni, regia Maurizio Ponzi